# US Open 1976 (Badminton)
Die US Open 1976 im Badminton fanden vom 15. bis zum 17. April 1976 in der Drexel University in Philadelphia statt. Es war die 21. Auflage der internationalen Meisterschaften der USA im Badminton.

## Finalergebnisse
| Disziplin    | Sieger                       | Finalist                      | Ergebnis           |
| ------------ | ---------------------------- | ----------------------------- | ------------------ |
| Herreneinzel | Paul Whetnall                | Thomas Kihlström              | 17-14, 15-10       |
| Dameneinzel  | Gillian Gilks                | Lene Køppen                   | 8-11, 11-5, 11-6   |
| Herrendoppel | Willi Braun Roland Maywald   | Thomas Kihlström Bengt Fröman | 18-15, 15-12       |
| Damendoppel  | Gillian Gilks Susan Whetnall | Rosine Jones Pam Brady        | 15-4, 15-10        |
| Mixed        | David Eddy Susan Whetnall    | Thomas Kihlström Pam Brady    | 15-6, 10-15, 15-12 |